# Wesołowo (Zełwągi)
Wesołowo (niem. Wessolowen, 1929–1945 Wesselhof) – część wsi Zełwągi w Polsce, położona w województwie warmińsko-mazurskim, w powiecie mrągowskim, w gminie Mikołajki.
W latach 1975–1998 Wesołowo administracyjnie należało do województwa suwalskiego.